# Балакирев, Андрей Романович
Андрей Романович Балакирев (род. 31 марта 1996, Москва) — российский ватерполист, нападающий ватерпольного клуба «Спортул Студенцеск» (Румыния) и сборной России.

## Карьера
Воспитанник «Динамо», окончил спортивную школу олимпийского резерва «Юность Москвы» по водному поло, тренировался у Ю. В. Фоменко. В молодёжной команде дважды выигрывал первенство России (2012, 2013), Спартакиаду учащихся России 2011 года.
Серебряный призёр чемпионата России (2015). Сезон 2015/16 играл в чемпионате Сербии за «Шабац». В сезоне 2016—2017 Андрей переехал в Бухарест, где подписал контракт с местным клубом «Спортул Студенцеск».
В сезоне 2017—2018 выступал за будапештский клуб «Гонвед». С 2018 года вернулся в Бухарест, где вновь защищает цвета команды «Спортул Студенцеск».
В составе молодёжной сборной России — бронзовый призёр чемпионата мира (2014), взрослой сборной России — участник чемпионата Европы (2016). Кандидат в мастера спорта России.